# Matthew Hauser
Matthew (Matt) Hauser (* 3. April 1998 in Maryborough) ist ein Duathlet und Triathlet aus Australien. Er ist Junioren-Weltmeister (2017), amtierender nationaler Meister Triathlon (2022, 2024) und Olympiateilnehmer (2024).

## Werdegang
2017 wurde Matt Hauser in Hamburg Weltmeister im Team der gemischten Staffel für Australien und zwei Monate später auch Junioren-Weltmeister Triathlon.
2018 gewann er in Gold Coast bei den Commonwealth Games in der gemischten Staffel.
Im Juni 2021 wurde Matthew Hauser nominiert für einen Startplatz bei den Olympischen Sommerspielen – zusammen mit Ashleigh Gentle Emma Jeffcoat, Aaron Royle, Jaz Hedgeland und Jacob Birtwhistle und er belegte in Tokio im Juli 2021 den 24. Rang.
Matt Hauser wurde im Februar 2022 australischer Meister Triathlon.
Im Mai wurde der 24-Jährige auf der olympischen Distanz Vierter im ersten Rennen der Weltmeisterschaftsrennserie 2022 in Yokohama. Die Triathlon-Weltmeisterschafts-Rennserie beendete er 2023 auf dem siebten Rang.

### Olympische Sommerspiele 2024
Im April 2024 wurde der 26-Jährige in Neuseeland Ozeanienmeister Triathlon.
Im Juli erreichte Hauser bei den Olympischen Sommerspielen in Paris im Rennen der Männer den siebten Rang.
Matthew Hauser führt im Juli 2025 mit zwei ersten sowie zwei zweiten Rängen nach vier Rennen die Weltmeisterschafts-Rennserie der  ITU World Championship Series an.

## Sportliche Erfolge
| Datum/Jahr    | Rang | Wettbewerb                                   | Austragungsort | Zeit     | Bemerkung                                                                                            |
| ------------- | ---- | -------------------------------------------- | -------------- | -------- | --- |
| 12. Juli 2025 | 1    | ITU World Championship Series 2025           | Hamburg        | 00:50:07 | |
| 31. Mai 2025  | 2    | ITU World Championship Series 2025           | Alghero        | 01:44:33 | |
| 17. Mai 2025  | 1    | ITU World Championship Series 2025           | Yokohama       | 01:41:07 | |
| 16. Feb. 2025 | 2    | ITU World Championship Series 2025           | Abu Dhabi      | 00:48:23 | |
| 5. Aug. 2024  | 12   | Olympische Sommerspiele 2024, Mixed Relay    | Paris          | 01:28:50 | in der gemischten Staffel mit Luke Willian, Natalie Van Coevorden und Sophie Linn                    |
| 31. Juli 2024 | 7    | Olympische Sommerspiele 2024                 | Paris          | 01:44:17 | |
| 14. Juli 2024 | 1    | ITU World Championship Series 2024           | Hamburg        | 00:50:03 | |
| 11. Mai 2024  | 2    | ITU World Championship Series 2024           | Yokohama       | 01:42:12 | |
| 14. Apr. 2024 | 1    | OTU Triathlon Oceanian Championships         | Taupō          | 01:47:20 | Ozeanienmeister auf der olympischen Kurzdistanz (1,5 km Schwimmen, 40 km Radfahren und 10 km Laufen) |
| 24. Juni 2023 | 1    | ITU World Championship Series 2023           | Montreal       | 00:53:47 | |
| 13. Mai 2023  | 2    | ITU World Championship Series 2023           | Yokohama       | 01:42:17 | |
| 29. Juli 2022 | 3    | Commonwealth Games 2022                      | Birmingham     | 00:50:50 | |
| 14. Mai 2022  | 4    | ITU World Championship Series 2022           | Yokohama       | 01:44:09 | |
| 26. Feb. 2022 | 1    | OTU Australian Triathlon Championships       | Devonport      | 00:53:34 | Nationaler Meister Triathlon beim Oceania Cup                                                        |
| 27. Juli 2021 | 24   | Olympische Sommerspiele 2020                 | Tokyo          | 01:47:35 | |
| 15. Juni 2019 | 1    | ITU Triathlon World Cup                      | Nur-Sultan     | 01:43:51 | |
| 7. Apr. 2018  | 1    | Commonwealth Games 2018 Mixed Relay          | Gold Coast     | 00:18:15 | gemischte Staffel, mit Gillian Backhouse, Ashleigh Gentle und Jacob Birtwhistle                      |
| 16. Sep. 2017 | 1    | ITU Triathlon World Championship Junior Men  | Rotterdam      | 00:55:54 | Junioren-Weltmeister (750 m Schwimmen, 20,9 km Radfahren und 5,4 km Laufen)                          |
| 17. Juli 2017 | 1    | ITU Sprint Triathlon World Championship Team | Hamburg        |          | Team-Weltmeister Triathlon zusammen mit Ashleigh Gentle, Charlotte McShane und Jacob Birtwhistle     |

(DNF – Did Not Finish)